# UCI Oceania Tour 2018
Navigation
Édition précédente Édition suivante
L'UCI Oceania Tour 2018 est la 14e édition de l'UCI Oceania Tour, l'un des cinq circuits continentaux de cyclisme de l'Union cycliste internationale. Il est composé de trois compétitions organisées du 17 janvier au 4 février 2018 en Océanie.

## Calendrier des épreuves

### Janvier
| Date  | Course                    | Pays             | Classe | Vainqueur        | Équipe            |
| ----- | ------------------------- | ---------------- | ------ | ---------------- | ----------------- |
| 17-21 | New Zealand Cycle Classic | Nouvelle-Zélande | 2.2    | Hayden McCormick | One Pro Cycling   |
| 27    | Gravel and Tar            | Nouvelle-Zélande | 1.2    | Ethan Berends    | Mobius-BridgeLane |
| 31-4  | Herald Sun Tour           | Australie        | 2.1    | Esteban Chaves   | Mitchelton-Scott  |

### Mars
| Date | Course                                            | Pays      | Classe | Vainqueur     | Équipe           |
| ---- | ------------------------------------------------- | --------- | ------ | ------------- | ---------------- |
| 23   | Championnat d'Océanie du contre-la-montre         | Australie | CC     | Hamish Bond   | Nouvelle-Zélande |
| 23   | Championnat d'Océanie du contre-la-montre espoirs | Australie | CC     | Jake Marryatt | Nouvelle-Zélande |
| 25   | Championnat d'Océanie sur route                   | Australie | CC     | Chris Harper  | Australie        |
| 25   | Championnat d'Océanie sur route espoirs           | Australie | CC     | James Whelan  | Australie        |

## Classements
| Rang | Coureur             | Pays             | Équipe                      | Points |
| ---- | ------------------- | ---------------- | --------------------------- | ------ |
| 1    | Chris Harper        | Australie        | Bennelong-SwissWellness     | 365    |
| 2    | James Whelan*       | Australie        | Drapac Professional Cycling | 235    |
| 3    | Cyrus Monk*         | Australie        | Drapac Professional Cycling | 223    |
| 4    | Jason Lea*          | Australie        | Bennelong-SwissWellness     | 158    |
| 5    | Hayden McCormick    | Nouvelle-Zélande | ONE Pro Cycling             | 148    |
| 6    | Esteban Chaves      | Colombie         | Mitchelton-Scott            | 142    |
| 7    | Jason Christie      | Nouvelle-Zélande |                             | 125    |
| 8    | Hamish Bond         | Nouvelle-Zélande |                             | 120    |
| 9    | Ryan Thomas         | Australie        | Bennelong-SwissWellness     | 104    |
| 10   | Alexander Edmondson | Australie        | Mitchelton-Scott            | 103    |

| Rang | Équipe                                         | Pays        | Points |
| ---- | ---------------------------------------------- | ----------- | ------ |
| 1    | Bennelong-SwissWellness                        | Australie   | 827    |
| 2    | Drapac Professional Cycling                    | Australie   | 611    |
| 3    | Brisbane Continental                           | Australie   | 270    |
| 4    | Mobius BridgeLane                              | Australie   | 270    |
| 5    | ONE Pro Cycling                                | Royaume-Uni | 216    |
| 6    | JLT Condor                                     | Royaume-Uni | 71     |
| 7    | Australian Cycling Academy-Ride Sunshine Coast | Australie   | 66     |
| 8    | Aqua Blue Sport                                | Irlande     | 58     |
| 9    | Mitchelton-BikeExchange                        | Chine       | 42     |
| 10   | St George Continental Cycling Team             | Australie   | 33     |

| Rang | Pays             | Points  |
| ---- | ---------------- | ------- |
| 1    | Australie        | 2726.74 |
| 2    | Nouvelle-Zélande | 1185    |

| Rang | Pays             | Points  |
| ---- | ---------------- | ------- |
| 1    | Australie        | 1588.31 |
| 2    | Nouvelle-Zélande | 284     |